# Druidi
Druidi (lat. druidae, iz galskoga; kelt. deru = hrast) je naziv za svećenički stalež u antičkom keltskom svijetu. Druidizam se prakticirao na području zapadne Europe, sjeverno od Alpa i na britanskom otočju sve do prevlasti kršćanstva. Druidi su štovali mnogo bogova, ali i prirodu i njezine elemente. Utjecaj druida bio je i socijalni i religijski. Osim što su obavljali dužnosti svećenika, bili su filozofi, suci, liječnici i učitelji.
Spominju ih grčki i rimski pisci ( Diogen Laertije, Gaj Julije Cezar, Plinije, Diodor Sicilski i Tacit). O njihovu se učenju zna malo, a neodređeni podatci sačuvali su se u usmenoj predaji, u welških pisaca i u irskom folkloru, gdje su nastale legende o njihovoj učenosti i filozofiji. Druidi su prinosili žrtve, često i ljudske, a nisu znali za hramove ni likove bogova.

## Druidski horoskop
Druidski "kalendar drveća" godinu je dijelio na 14 dijelova, od kojih je 13 dijelova imalo po 28 dana, dok je posljednji sadržavao samo jedan dan. Taj je dan – po druidskom vjerovanju – djelić vječnosti smješten između kraja i početka svega što nas okružuje:
- breza – Beth, od 24. prosinca do 20. siječnja
- oskoruša – Luis, od 21. siječnja do 17. veljače
- jasen – Nion, od 18. veljače do 17. ožujka
- joha – Fearn, od 18. ožujka do 14. travnja
- bijela vrba – Saille, od 15. travnja do 12. svibnja
- glog – Huat, od 13. svibnja do 9. lipnja
- hrast – Druir, od 10. lipnja do 7. srpnja
- imela – Tinne, od 8. srpnja do 4. kolovoza
- lijeska – Coll, od 5. kolovoza do 1. rujna
- borovnica – Nuir, od 2. rujna do 29. rujna
- bršljan – Egort, od 30. rujna do 27. listopada
- tisa – Ngetal, od 28. listopada do 24. studenoga
- bazga – Ruis, od 25. studenoga do 22. prosinca
- topola – Eadha, 23. prosinca

Danom 23. prosinca zatvara se ciklus od trinaest razdoblja koji predstavljaju druidsku godinu.

## Vanjske poveznice
- LZMK / Proleksis enciklopedija: druidi
- druidi Hrvatska enciklopedija. LZMK
- Starapovijest.eu / Moderni magazin za staru povijest – Mladen Tomorad: »Druidi«  Arhivirana inačica izvorne stranice od 9. ožujka 2016. (Wayback Machine)